# Moravška Gora
Moravška Gora je naselje v Občini Litija.